# Mælefjelltunnel
Der Mælefjelltunnel ist ein norwegischer Straßentunnel mit 9,4 km Länge. Als Teil der E 134 verbindet der Tunnel Westnorwegen mit Oslo, genauer Seljord und Hjartdal. Vorher führte die enge und häufig überlastete Straße um den Berg herum. Deshalb plante man den Mælefjelltunnel, der die Strecke zwischen den beiden Gemeinden um 20 Minuten verkürzt, außerdem wird dieser Straßenabschnitt sicherer und vor allem für den Schwerlastverkehr besser befahrbar. Der Tunnel ist nicht mautpflichtig, die Baukosten in Höhe von 2,1 Mrd. NOK übernahm vollständig der Staat.

## Bau

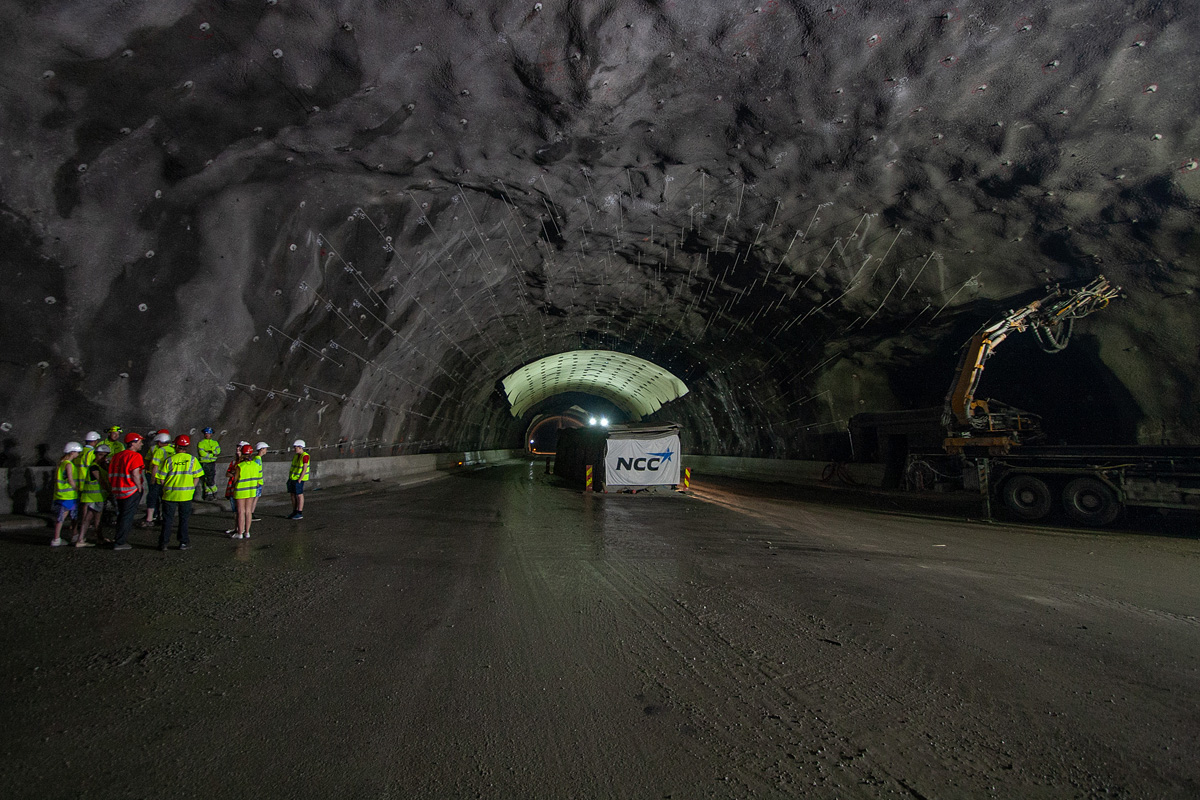
Während des Baus im Mai 2018

2013 begannen die ersten Vorbereitungen für den neuen Tunnel. Ein Jahr später startete der eigentliche Bau, der Tunnel wurde von beiden Seiten aus durch den Fels gesprengt. Der Vortrieb von Norden bereitete keine Probleme, im Süden hatte man jedoch massiv mit dem Eindringen von Wasser zu kämpfen. Der Wasserdruck erreichte bis zu 85 bar, zeitweise strömten 3000 Liter Wasser pro Minute in den Tunnel. Gegen dieses Problem verwendete man Injektionsdichtungen, allerdings musste eine eigens entwickelte Injektionsanlage für Zement, die gegen die vorkommenden Wasserdrücke standhielt, eingesetzt werden. Am 19. Dezember 2019 wurde der Tunnel vom damaligen Verkehrsminister Jon Georg Dale eröffnet. Da nach der Eröffnung viele Geschwindigkeitsübertretungen registriert wurden, installierte man 2020 eine Abschnittskontrolle, welche die Durchschnittsgeschwindigkeit misst.

## Sicherheit

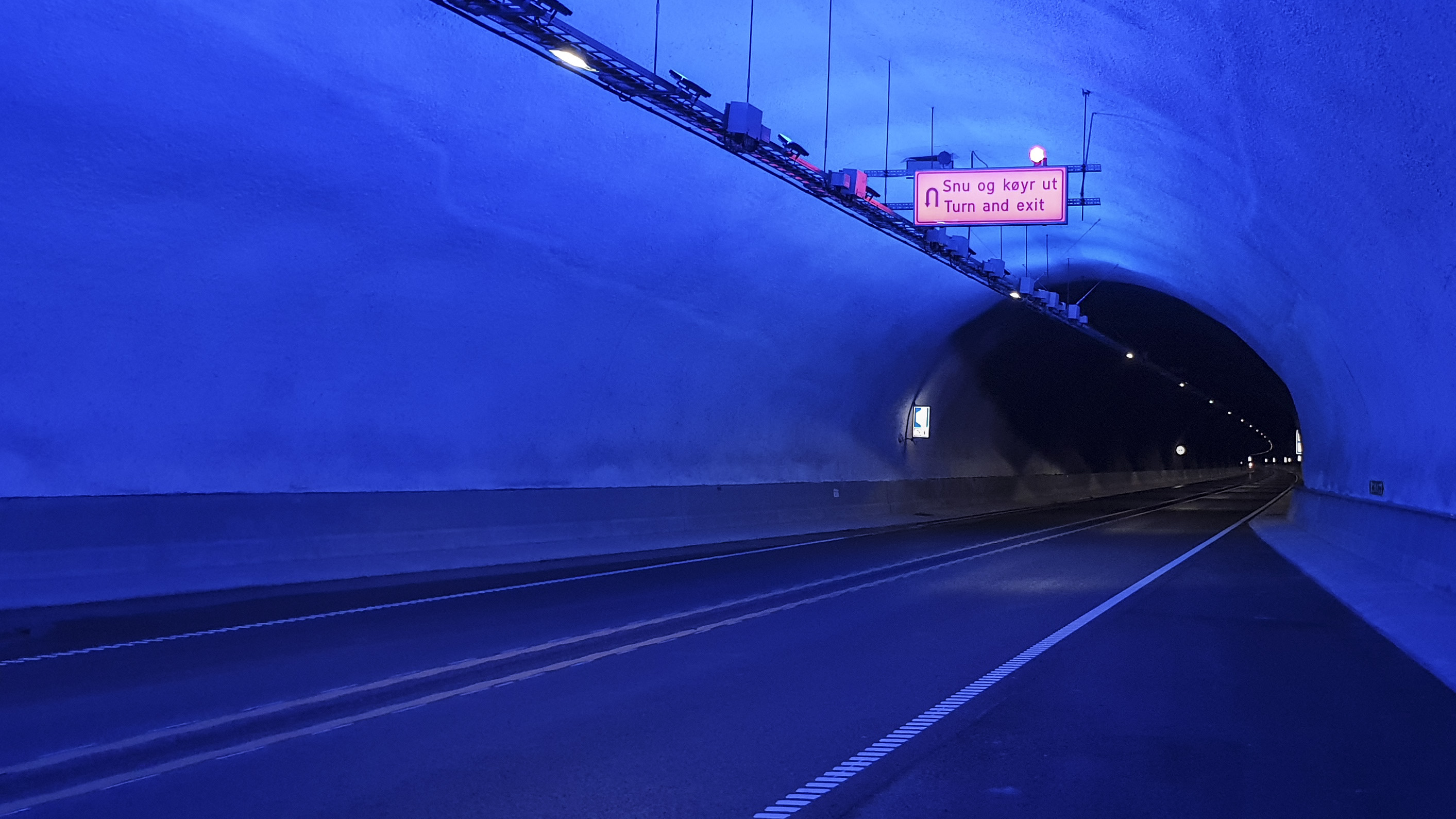
Eine der beleuchteten Hallen, das Schild an der Tunneldecke wird bei Unfällen aktiviert und fordert die Autofahrer zum Wenden auf

Um Aufmerksamkeitsverlusten entgegenzuwirken, wurden einige Hallen wie auch im Lærdalstunnel blau beleuchtet. Allerdings stoppten daraufhin viele Autofahrer für ein Foto, was nicht erlaubt ist.
Wie viele andere norwegische Straßentunnel besitzt der Mælefjelltunnel keine Notausgänge. Außerdem ist die Feuerwehr im Unglücksfall erst in 10–20 Minuten (Südeinfahrt) bzw. 30 Minuten (Nordeinfahrt) vor Ort. Deshalb verfügt der Tunnel über eine Notstromversorgung mittels Backup-Batterien, die für zwei Stunden die Stromversorgung sicherstellen. Weiterhin gibt es 18 automatische Sperreinrichtungen, um Teile des Tunnels sperren zu können. Zur Belüftung werden 32 Ventilatoren verwendet, die im Brandfall auch zur Entrauchung dienen. Der Tunnel wird von 200 Videokameras überwacht, über 85 Notruftelefone, alle 125 Meter, kann man Kontakt zur Verkehrsleitzentrale aufnehmen. Diese kann über 200 Lautsprecher den Menschen im Tunnel Anweisungen erteilen. Es gibt einen Leitstreifen, dem man zu Fuß aus dem Tunnel folgen kann. Zuletzt findet man alle 375 Meter Nothaltebuchten, an sieben Stellen können auch LKWs wenden. An diesen Nothaltebuchten befinden sich Hydranten für die Feuerwehr. Da der Tunnel keinen Anschluss an das öffentliche Wassernetz besitzt, wurde über der Tunnelmitte, der höchsten Stelle, ein 450 Kubikmeter fassender Hochbehälter gebaut, der nur per Schwerkraft die Hydranten im Tunnel versorgt und dessen Wasser auch zur Tunnelwäsche genutzt wird.